# 얄루 플렉스
얄루 플렉스(ヤルーフレックス)는 1949년 얄루 광학 주식회사((ヤルー光学, Yarū Kōgaku)에서 생산된 35mm TLR 카메라다. 회사의 이름은 압록강을 따라 지어졌다. 얄루 플렉스는 그당시 일본에서 고가였던 자이스 콘타플렉스에 영향을 받았다. 약 50대만이 생산되었다. 얄루 광학은 오늘날까지 생존하며, 이름을 아이레스(Aires)로 변경하고 120 TLR 및 다른 카메라를 생산한다.